# Edward Everett Holland

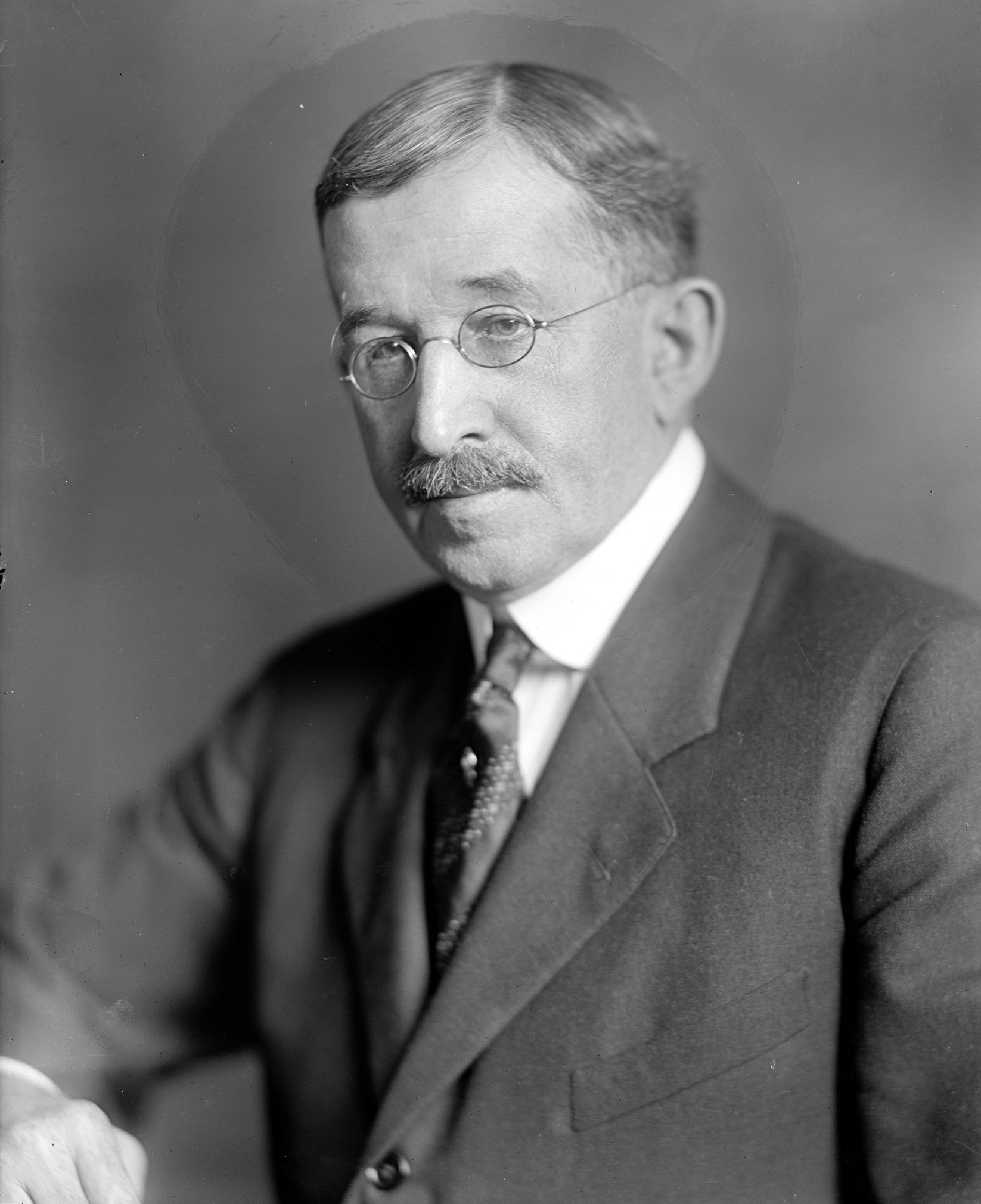
Edward Everett Holland

Edward Everett Holland (* 26. Februar 1861 bei Suffolk, Virginia; † 23. Oktober 1941 ebenda) war ein US-amerikanischer Politiker. Zwischen 1911 und 1921 vertrat er den Bundesstaat Virginia im US-Repräsentantenhaus.

## Werdegang
Edward Holland besuchte private Schulen in Richmond und studierte danach an der University of Virginia in Charlottesville. Nach einem anschließenden Jurastudium und seiner 1882 erfolgten Zulassung als Rechtsanwalt begann er in Suffolk in diesem Beruf zu arbeiten. Zwischen 1885 und 1887 war er Bürgermeister von Suffolk; von 1887 bis 1907 fungierte er als Bezirksstaatsanwalt. Im Jahr 1892 wurde er auch Präsident der Farmers Bank of Nansemond. Gleichzeitig schlug er als Mitglied der Demokratischen Partei eine politische Laufbahn ein. Von 1907 bis 1911 saß er im Senat von Virginia.
Bei den Kongresswahlen des Jahres 1910 wurde Holland im zweiten Wahlbezirk von Virginia in das US-Repräsentantenhaus in Washington, D.C. gewählt, wo er am 4. März 1911 die Nachfolge von Harry L. Maynard antrat. Nach vier Wiederwahlen konnte er bis zum 3. März 1921 fünf Legislaturperioden im Kongress absolvieren. In diese Zeit fiel der Erste Weltkrieg. Während seiner Zeit im Kongress wurden der 16., der 17., der 18. und der 19. Verfassungszusatz ratifiziert.
1920 verzichtete Edward Holland auf eine weitere Kongresskandidatur. In den Jahren 1920 und 1924 war er Delegierter zu den jeweiligen Democratic National Conventions. Zwischen 1930 und 1941 gehörte er nochmals dem Senat von Virginia an. Er starb am 23. Oktober 1941 in Suffolk.